# São Joaquim da Barra
São Joaquim da Barra, amtlich portugiesisch Município de São Joaquim da Barra, bis 1944 nur São Joaquim, ist eine Stadt im brasilianischen Bundesstaat São Paulo. Sie liegt 396 km von der Hauptstadt São Paulo entfernt und innerhalb der als Aglomeração Urbana de Franca bekannten Agglomeration. Die Bevölkerung wurde zum 1. Juli 2019 auf 51.888 Einwohner geschätzt, die auf einer Gemeindefläche von rund 411 km² leben und Joaquinenser (joaquinenses) genannt werden. Die Gemeinde steht an 134. Stelle der 645 Munizipien des Bundesstaats.

## Geographie
Umliegende Orte sind Guará, São José da Bela Vista, Orlândia, Morro Agudo und Ipuã. Das Land ist fruchtbar durch die Bodenbeschaffenheit der Terra Roxa.

## Söhne und Töchter der Stadt
- Fernanda Berti Alves (* 1985), Volleyballspielerin
- Alison dos Santos (* 2000), Leichtathlet